# Accademia delle arti del disegno

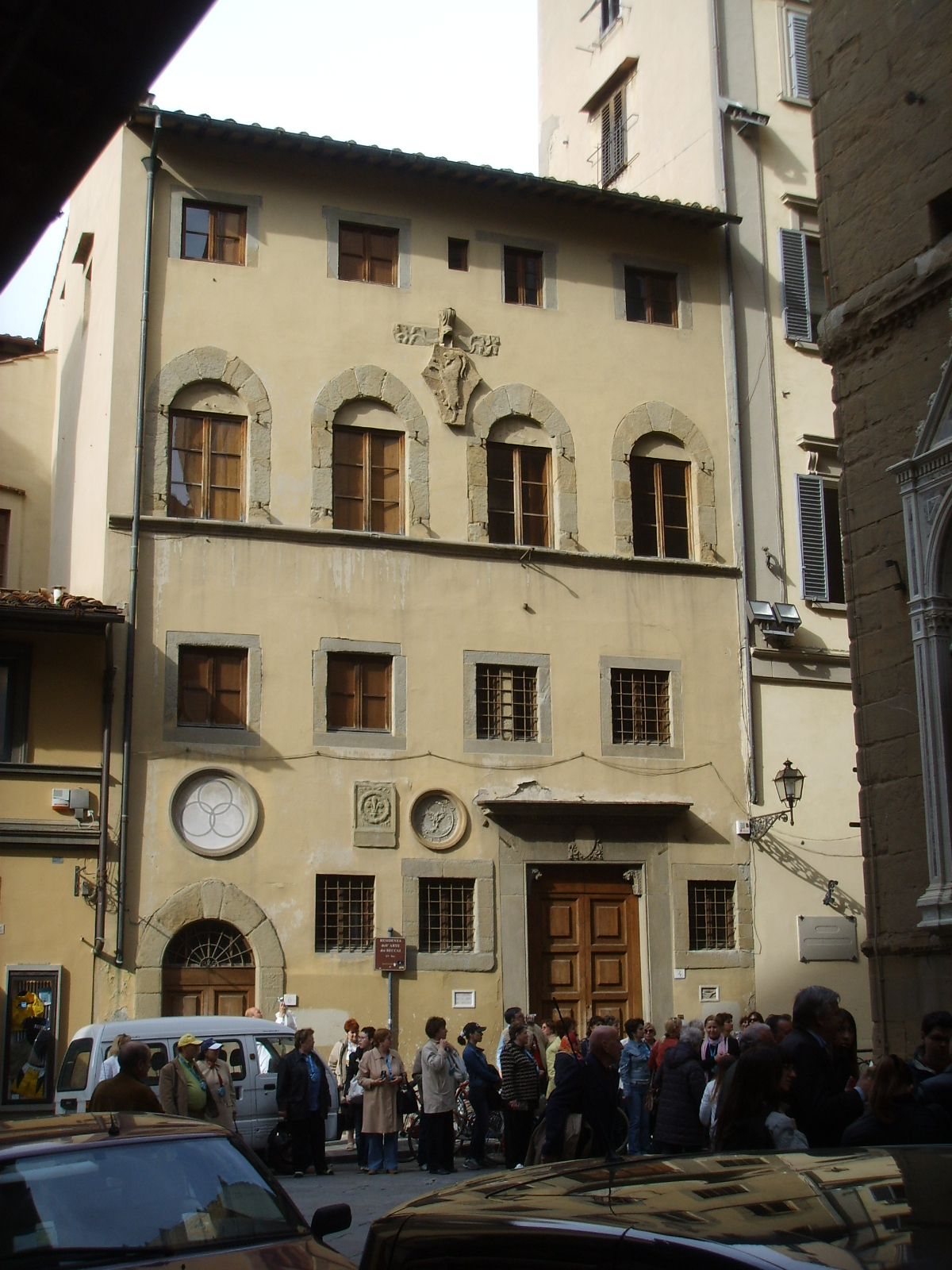
La sede fiorentina dell'Accademia nel palazzo dell'Arte dei Beccai.

L'Accademia delle arti del disegno è un'associazione privata con sede in Firenze. Essa è l'Istituzione erede della più antica accademia artistica fondata da un potere pubblico nel mondo. 
La sua creazione con il nome di Accademia del disegno risale al gennaio 1563. Nel 1784, a seguito di una profonda riforma, il nome mutò in Accademia di belle arti di Firenze e furono potenziate le funzioni di insegnamento. All'interno dello stesso Ente convissero l'Istituto scolastico vero e proprio (pressoché di nuova formazione) e il collegio dei professori, erede della più antica istituzione anche per la sua composizione onorifica e al quale furono mantenute soltanto alcune prerogative di giudizio sull'operato delle singole scuole dell'Accademia: la promozione di alcuni premi artistici, il giudizio in concorsi nazionali e la gestione di parte del patrimonio. Successivamente, il collegio dei professori assunse nuovamente il nome di Accademia delle arti del disegno a seguito delle riforme attuative degli indirizzi stabiliti con la riforma della scuola Gentile. Dal 1938 ha assunto nuovamente una sua autonomia ereditando le funzioni, le prerogative e parte del patrimonio dell'Accademia del disegno. È una associazione organizzata in cinque classi di discipline (pittura, scultura, architettura, discipline umanistiche e storia dell'arte), che si occupa di tutela del patrimonio, di studio e sviluppo delle discipline artistiche, umanistiche e scientifiche organizzando e promuovendo il dialogo tra saperi. Con decreto del 25 marzo 2022, approvato dal Prefetto di Firenze, si è costituita il 17 giugno 2023 la nuova classe: Musica e Arti dello Spettacolo.
Tra i suoi membri sono stati, tra i molti uomini illustri, Michelangelo Buonarroti, Benvenuto Cellini, Andrea Palladio, Galileo Galilei, Lorenzo Bartolini, per giungere fino a Pablo Picasso. 

## Storia

### Origini
La Compagnia di San Luca, tradizionalmente, data la sua fondazione al 1339. Essa nacque come un raggruppamento speciale interno all'Arte dei Medici e Speziali al fine di promuovere la devozione dei "dipintori" (i pittori) della città. Sebbene avesse anche scopi devozionali, la compagnia aveva un carattere "professionale", scevro tuttavia da scopi di mutuo soccorso. Essa era intitolata a San Luca evangelista cui tradizionalmente si attribuisce la qualità di aver per primo ritratto la Vergine. Tale compagnia non aveva un luogo fisso di riunione anche se andò spesso radunandosi in spazi (tra cui almeno due diverse cappelle) messi a disposizione dell'ospedale di Santa Maria Nuova all'interno delle sue proprietà. Questa accolita di persone, di cui sopravvivono alcuni registri all'Archivio di Stato di Firenze, andò via via spegnendosi nel fervore e nella partecipazione.

### Storia dell'Accademia
Un frate scultore, che era entrato a far parte dell'Ordine dei Servi di Maria, Giovannangelo Montorsoli, grazie alle amicizie con l'architetto e uomo di fiducia della corte medicea Giorgio Vasari e dello spedalingo degli Innocenti, Vincenzo Borghini, suggerì di rianimare la Compagnia di San Luca. Fu così che Vasari e Borghini, intuendone il potenziale e la necessità, proposero a Cosimo de' Medici, allora duca di Firenze, di fondare una pratica comunitaria di formazione artistica che completasse quella tradizionale della bottega, creando una Compagnia e Accademia del disegno i cui primi statuti furono proclamati il 13 gennaio 1563.
Mentre la Compagnia era la formazione più ampia cui potevano aderire tutti gli artisti, l'Accademia, costituita solo dalle più eminenti personalità, era un organismo ristretto che governava la Compagnia e, tra gli altri compiti, aveva finalità di tutela e supervisione sull'intera produzione artistica del principato mediceo.
Il ruolo ed il prestigio di questa istituzione, non certo confinati negli angusti limiti politico-economici del principato toscano, raggiunsero ben presto traguardi inaspettati. Il primo accademico ad essere eletto col titolo di padre e maestro delle arti fu Michelangelo Buonarroti e da lì a breve moltissimi artisti di tutta Italia chiesero di far parte del sodalizio che comprese Francesco da Sangallo, Agnolo Bronzino, Benvenuto Cellini, Giorgio Vasari, Bartolomeo Ammannati, il Giambologna, Jacopo Ligozzi, Tiziano, Tintoretto, Palladio, ecc. Si trattava di un sodalizio prevalentemente maschile, essendo i professionisti principalmente uomini, seppur senza preclusioni ufficiali per l'ammissione delle donne: la prima ad esservi ammessa fu Artemisia Gentileschi.
Sul modello dell'istituzione fiorentina, nel 1593 Federico Zuccari raccolse gli artisti attivi a Roma in un'istituzione simile, l'Accademia di San Luca.
L'Accademia del disegno di Firenze, celebrata e riconosciuta nel suo primato già con la preparazione delle esequie di Michelangelo nella basilica di San Lorenzo a Firenze nel 1564 e ancora nei numerosi eventi trionfali realizzati nella città, sin dal 1585 l'Accademia fu innalzata a livello di "Arte" (corporazione), riconoscendo quindi all'istituzione un tribunale proprio interno per gli iscritti e numerosi privilegi e finendo per far prevalere l'azione burocratico-amministrativa su quella educativa e di stimolo per le arti.
Numerosi furono comunque i professori eccellenti che svolsero qui il loro servizio, tra i quali Galileo Galilei.
L'Accademia, incaricata nel 1603 di vigilare contro le esportazioni di opere d'arte dal Granducato toscano, continuò il suo ruolo di insegnamento e orientamento delle arti nelle sue numerose sedi; di esse oggi sopravvive soltanto la cosiddetta cappella di San Luca nei chiostri della basilica della Santissima Annunziata di Firenze dove sono sepolti numerosi e importanti Accademici tra cui Pontormo, Bronzino, Cellini. L'ultimo ad esservi sepolto è stato Rodolfo Siviero, presidente dell'Accademia dal 1971 al 1983.
Nel 1784 il granduca Pietro Leopoldo di Lorena riformò l'Accademia del disegno. Nacque così l'Accademia delle belle arti il cui scopo principale era quello dell'insegnamento artistico e gratuito ai ragazzi meritevoli. Tuttavia le prerogative culturali, di dibattito e di promozione, nonché quelle connesse alla concessione dei premi e alla gestione del patrimonio furono affidate ad un organismo interno dell'Accademia di belle arti che si chiamò collegio dei professori. Il collegio dei professori in questa veste continuò a svolgere la gran parte delle funzioni della precedente Accademia del disegno, finché nel 1873 si riconobbe esplicitamente questa funzione esplicitando nei rinnovati statuti la duplice funzione e il duplice nome.
Nel 1936 le leggi di riforma dell'istruzione artistica elaborate dal governo fascista portarono ad un Commissariamento dell'Accademia di belle arti preludio alla definitiva separazione dell'Accademia delle arti del disegno dall'Accademia di belle arti, che oggi continuano a essere istituti distinti e separati.
L'Accademia di belle arti è un istituto pubblico di insegnamento, mentre l'Accademia delle arti del disegno, fino al 1958 parte del Ministero della pubblica istruzione, ha da quella data assunto il carattere di associazione privata. 
L'Accademia delle arti del disegno dal 1971 ha sede nel trecentesco palazzo dell'Arte dei Beccai, è suddivisa oggi in cinque Classi: classe di pittura, classe di scultura, classe di architettura, classe di storia dell'arte, classe di discipline umanistiche e scienze. Ad ogni classe afferiscono due ordini di accademici ciascuno nel numero di 15: ordinari e corrispondenti. Completa il ruolo di ogni classe l'ordine degli Accademici Emeriti nel numero di 5. Il ruolo generale dell'Accademia è completato dagli Accademici d'Onore cioè tutte quelle persone per le quali siano stati riconosciuti meriti culturali, artistici, sociali o particolari verso l'Istituto.

## Presidenti
Il presidente in carica dal 2015 è Cristina Acidini, il presidente emerito è Luigi Zangheri.